# Шишкино (Воскресенский район)
Шишкино — деревня в составе Благовещенского сельсовета в Воскресенском районе Нижегородской области.

## География
Находится в правобережье Ветлуги на расстоянии примерно 16 километров по прямой на запад-северо-запад от районного центра посёлка Воскресенское.

## История
Известна с XVII века, название по первоначальному положению деревни на взгорке. После пожара деревня была отстроена ниже у речки Медяна. Входила в Варнавинский уезд Костромской губернии, была известна по развитию кустарных промыслов, в том числе плотницкое ремесло и пошив хромовых сапог. В 1870 году учтен был 31 дворов и 152 жителя. В 1925 году было учтено 182 жителя. В советское время работал колхоз «Красный сормович».

## Население
Постоянное население составляло 69 человек (русские 99 %) в 2002 году, 67 — в 2010.